# Julius Gitahi
Julius Gitahi (Nyeri, 29 april 1978) is een Keniaanse langeafstandsloper die gespecialiseerd is in de marathon. Hij nam eenmaal deel aan de Olympische Spelen, maar won bij die gelegenheid geen medailles.
In 1998 behaalde hij zijn eerste internationale succes door de 10.000 m op de Goodwill Games te winnen. Met een tijd van 27.49,26 versloeg hij zijn landgenoten Simon Maina (zilver) en James Kosgei (brons). Op de Grand Prix Finale dat jaar won hij een bronzen medaille op de 3.000 m in een wedstrijd die werd gewonnen door de Ethiopische Haile Gebrselassie.
Op de Afrikaanse Spelen 1999 won hij de 5.000 m. In 2000 werd hij op de Olympische Spelen van 2000 in Sydney negende op de 5.000 m. Dat jaar won hij ook ditzelfde onderdeel op de Keniaanse kampioenschappen.
Hij werd in 2008 derde op de marathon van Tokio in 2:08.57. Hij finishte achter de Zwitser Viktor Röthlin die de wedstrijd won in een nieuw parcoursrecord van 2:07.23 en de Japanner Arata Fujiwara die 2:08.40 nodig had.

## Titels
- Keniaans kampioen 5.000 m - 2000

## Persoonlijke records
| Onderdeel      | Prestatie | Datum            | Plaats    |
| -------------- | --------- | ---------------- | --------- |
| 3.000 m        | 7.31,13   | 9 juli 1998      | Oslo      |
| 5.000 m        | 13.01,89  | 5 augustus 1998  | Stockholm |
| 10.000 m       | 27.11,17  | 26 april 1998    | Kobe      |
| 15 km          | 43.52     | 4 juli 2004      | Sapporo   |
| halve marathon | 1:01.33   | 15 maart 1998    | Yamaguchi |
| 25 km          | 1:15.35   | 17 februari 2008 | Tokio     |
| marathon       | 2:08.57   | 17 februari 2008 | Tokio     |

## Prestaties

### Kampioenschappen
| Jaar | Wedstrijd             | Plaats       | Resultaat | Extra    |
| ---- | --------------------- | ------------ | --------- | -------- |
| 1998 | Goodwill Games        | Uniondale    | 1e        | 10.000 m |
| 1998 | Grand Prix Finale     | Moskou       | 3e        | 3.000 m  |
| 1999 | Afrikaanse Spelen     | Johannesburg | 1e        | 5.000 m  |
| 2000 | Olympische Spelen     | Sydney       | 9e        | 5.000 m  |
| 2007 | Marathon van Hokkaido | Sapporo      | 1e        | marathon |
| 2008 | Marathon van Tokio    | Tokio        | 3e        | marathon |

### Golden League-podiumplekken
| Jaar | Wedstrijd          | Plaats  | Resultaat | Extra    | Tijd     |
| ---- | ------------------ | ------- | --------- | -------- | -------- |
| 1998 | Memorial Van Damme | Brussel | 3e        | 10.000 m | 27.18,11 |